# Покупка невесты
Покупка невесты — форма брака по расчёту. Невеста покупается, как форма собственности с возможностью перепродажи по усмотрению покупателя. Эта практика есть в Китае, Индии и Африке. Покупка невесты является незаконной.

## История
Один из первых зарегистрированных случаев покупки невесты в Северной Америке произошёл в 1619 году в Джеймстауне, штат Виргиния. Первыми поселенцами Джеймстауна были исключительно европейские мужчины, это могло быть связано с верой в то, что «… женщинам не было места в мрачном и часто ужасном деле подчинения континента…». Европейские женщины боялись покидать Англию, поэтому лидеры колонии отправили в Европу рекламные объявления, призывая женщин эмигрировать в колонию. Вирдгинская компания предлагала щедрые стимулы (постельное белье, одежда, участок земли и выбор мужа). Выбранный муж оплачивал 150 фунтов для оплаты проезда невесты в колонию, что было эквивалентно стоимости 70 кг табака, поэтому невесты из Джеймстауна получили прозвище «табачные невесты».

## Невесты по почте
Существует не менее 90 агентств, которые занимаются продажей и покупкой невест по почте. На веб-сайтах размещены адреса, фотографии, имена и биографии до 25 000 женщин, ищущих мужей (предпочтение отдается американцам). Большинство невест по почте приезжают из России и Филиппин. По данным этих агентств, только 10 % женщин, решивших стать невестами по почте, удачно выходят замуж. Ежегодно совершается около 10 000 браков по почте, причем около 4000 из этих браков заключаются с мужчинами Соединенных Штатов.

## Покупка невесты в Азии

### Китай
Покупка невесты — старая традиция в Китае. Коммунистическое правительство Китая искоренила эту традицию. Но для сельских жительниц эта традиция оставалась актуальной и называлась корыстный брак. Практика возродилась из-за растущей экономики Китая.
С 1991 по 1996 год китайская полиция спасла более 88 000 женщин и детей, проданных замуж и в рабство, 143 000 торговцев людьми были пойманы и привлечены к ответственности. При этом реальное число похищенных женщин выше. Правительство считает торговлю жёнами постыдной проблемой. Причины торговли:
- бедность
- нехватка невест
- приезд сельских женщин в города на заработки[6].

Сельские женщины, находящиеся в поисках работы в городах, уязвимы, их обманывают или силой заставляют стать движимым имуществом для мужчин, нуждающихся в женах.
Нехватка невест связана с традиционным предпочтением сыновей в результате политики одного ребёнка 1979 года в Китае. В 1998 году на каждые 100 женщин приходилось 120 мужчин, при этом дисбаланс в сельской местности составлял около 130 мужчин на каждые 100 женщин. В документе «Права человека в Китае» говорится, что мужчине выгоднее купить жену у торговца людьми за 2000-4000 юаней, чем платить традиционный выкуп, которое часто превышает 10 000 юаней. Для среднего городского рабочего покупка жены является доступным вариантом, по крайней мере, с 1998 года; Городские рабочие Китая зарабатывали примерно 60 долларов в месяц. Невесты на продажу поставляются из таких стран, как Бирма, Лаос, Пакистан, Вьетнам и Северная Корея. Торговцы невестами продают женщин в качестве невест или проституток в зависимости от их внешности. Обычная уловка, которую используют торговцы людьми — предложение женщинам работы, например, на фабриках, а вместо этого их похищают. Цена невесты — 250—800 долларов США. От 50 до 100 долларов США от первоначальной цены достаются основным похитителям, а остальная часть дохода достается торговцам людьми.
После рождения детей китаянки, которых купили в жены, более склонны оставаться в браке. Женщины могут считать свой принудительный брак лучшим вариантом по сравнению с жизнью в бедности и тяжелом труде,.

### Индия
Покупка невесты — старая практика во многих регионах Индии, особенно в таких штатах, как Харьяна, Джаркханд и Пенджаб. Женщин покупают, продают, перепродают, насилуют и выдают замуж без согласия. Невесты доставляются из Бихара, Ассама и Западной Бенгалии . Цена невесты в Джаркханде — 4000 — 30 000 индийских рупий (88 — 660 долларов США). У родителей невесту покупают за 500—1000 индийских рупий (~ 11-22 долларов США). Необходимость покупки невесты возникает из-за предпочтения рожать сыновей вместо дочерей, что достигается убийством плода женского пола. В 2006 году на каждые 1000 мужчин в Харьяне приходилось около 861 женщина; а общенациональное соотношение в Индии в целом составляло 927 женщин на каждую 1000 мужчин. Женщин покупают также в качестве сельскохозяйственных рабочих или помощниц по дому. Большинство женщин становятся сексуальными рабынями или подневольными работниками, которых позже перепродают торговцам людьми для покрытия расходов.
Практика продажи невест началась в Джаркханде после прихода раджпутов, а пришла в упадок после Зелёной революции в Индии, распространения грамотности и улучшения соотношения мужчин и женщин с 1911 года. Однако в 2001 году мужчин опять стало больше. Практика выкупа невест стала ограничиваться бедными слоями общества, такими как фермеры, зарегистрированные касты и племена. В бедных семьях женится только один сын из-за бедности и «во избежание раздела земельной собственности».

### Корея
Покупка невесты в Северной Корее является наиболее распространенным явлением из-за бедности. Торговцы людьми переправляют северокорейских женщин в Китай не для продажи в рабство, а в качестве невест. Сообщается, что по прибытии и вступлении в брак женщины подвергаются принуждению к труду или сексуальному и физическому насилию со стороны своих китайских мужей. Хотя и есть успешные браки, они не долговечны из-за нелегального пересечения границы, ни кореянкам, ни их потомкам гражданство не предоставляется. Их арестовывают и отправляют обратно на родину. Китай не предоставляет убежище беглецам из Северной Кореи. В Южной Корее покупка невесты не так распространена, как в Северной Корее. Большинство невест, купленных в Южной Корее, происходят из разных частей Азии, в основном с юго-восточной части.

### Вьетнам
Покупка невест во Вьетнаме получила распространение в новейшей истории, особенно в северных горных провинциях, граничащих с Китаем. Вьетнамские женщины, особенно девственницы, в возрасте от 18 до 25 лет продаются мужчинам Восточной и Юго-Восточной Азии из Южной Кореи, Тайваня, Китая, Малайзии и Сингапура.За девственность платят дороже. Диапазоны цен различаются в разных агентствах; Стоимость пакетов составляет от 5000 долларов США до 22 000 долларов США (включает свадьбу, визу, медицинское обследование и языковые курсы). Согласно опросам, проведенным в Корее, 65 % вьетнамок закончили только начальную или неполную среднюю школу. Недостаток образования женщин позволяет этой отрасли расти. Вьетнамские женщины продают себя иностранцам. Продавая секс за визы, они получают новые обязанности, включающие труд и подневольное домашнее хозяйство. Вышеупомянутые агентства быстрого поиска обычно группируют от трех до пяти мужчин для поиска вьетнамских жён. Такая группа потенциальных клиентов приносит больше прибыли, экономя организации примерно 50-60 % на сборах, которые оцениваются примерно в 85 000 долларов США за поездку.

## Покупка невесты в Африке
В Африке покупка невесты, как правило, противоречит интересам женщин, вызывая у многих чувство гендерного неравенства, а также отсутствие защиты прав женщин. В Восточной Африке некоторые браки предполагают передачу ценного имущества, переданного от семей жениха и подаренного семьям невесты. Определённые фразы, такие как приданое, выкуп невесты и некоторые местные слова: «лоболо», «мала», «богади» и «чико» характерны для практики покупки невесты.

## Отражение в культуре
Литература, посвященная продаже женщин в качестве невест:
- "Эхо Хамара Джевна[25] пенджабского романиста Далипа Каура Тиваны
- пьеса «Ик Хор Рамаян»[26] драматурга Аджмера Сингха Аулаха
- «Покупка невесты: увлекательная история почты». Совпадения по порядку[27]
- Марсиа А. Цуг, Объект: Супружество: рискованный бизнес сватовства по почте на западной границе[28]
- Крис Энсс, эпическая вьетнамская поэма «Сказка о Киеу» Нгуен Ду
- роман «Тат Ден» Нго Тат То,[29]
- роман Пенни Уайлдер «Покупка невесты»[30].